# Бон-Жезус-да-Серра
Бон-Жезус-да-Серра (порт. Bom Jesus da Serra)  —  муниципалитет в Бразилии, входит в штат Баия. Составная часть мезорегиона Юго-центральная часть штата Баия. Входит в экономико-статистический микрорегион Витория-да-Конкиста. Население составляет 10 703 человека на 2006 год. Занимает площадь 410,033 км². Плотность населения — 26,1 чел./км².

## Статистика
- Валовой внутренний продукт на 2003 год составляет 12 647 799,00 реалов (данные: Бразильский институт географии и статистики).
- Валовой внутренний продукт на душу населения на 2003 год составляет 1191,95 реалов (данные: Бразильский институт географии и статистики).
- Индекс развития человеческого потенциала на 2000 год составляет 0,584 (данные: Программа развития ООН).